# Salsabila Khairunnisa
Salsabila Khairunnisa (Yakarta, 2003) es una activista medioambiental indonesia. A los quince años cofundó el movimiento juvenil Jaga Rimba, cuyo objetivo es luchar contra la deforestación y la explotación en el país asiático. En 2020 fue nominada al Premio Internacional 100 Mujeres de la BBC.

## Biografía
Khairunnisa nació en 2003 en Yakarta. En marzo de 2019, a la edad de quince años, cofundó la organización juvenil Jaga Rimba, cuyo objetivo es luchar contra la deforestación y actuar como defensora del medio ambiente en Indonesia. Jaga Rimba está estrechamente relacionada con la comunidad que vivía en Laman Kinipan, que fue desalojada del pueblo en 2018 por una empresa productora de aceite de palma. La empresa PT Sawit Mandiri Lestari manifestó que tenía los derechos para utilizar la tierra en la que vivía la comunidad, con el objetivo de cultivar palma. Los aldeanos fueron desalojados, lo que provocó hambrunas y afectó a la comunidad de orangutanes que vivía en la zona. Actualmente, Jaga Rimba hace campaña para que los indígenas del bosque de Kinipan, uno de los últimos bosques tropicales de Borneo, no pierdan sus tierras.
Además de su trabajo con Jaga Rimba, Khairunnisa es una de las líderes de la huelga escolar por el clima en Indonesia. Sus referentes más importantes son Greta Thunberg y Mitzi Jonelle Tan. En 2020 fue nominada al Premio 100 Mujeres de la BBC.